# A harcos (film, 2010)
A harcos (eredeti cím: The Fighter) 2010-ben bemutatott amerikai életrajzi-sport-filmdráma, amelyet David O. Russell rendezett. A főszerepben Mark Wahlberg, Christian Bale, Amy Adams és Melissa Leo látható. A filmet az 1952-es High on Crack Street: Lost Lives in Lowell című dokumentumfilm ihlette.
A filmet 2010. december 17-én mutatták be az Amerikai Egyesült Államokban. Az Egyesült Királyságban 2011. február 4-én jelent meg.

## Cselekmény
Micky Ward ökölvívó összefog idősebb féltestvérével, Dicky Eklunddal, hogy helyreállítsa karrierjét.

## Szereplők
- Mark Wahlberg: Micky Ward
- Christian Bale: Dick "Dicky" Eklund
- Amy Adams: Charlene Fleming
- Melissa Leo: Alice Eklund-Ward
- Jack McGee: George Ward
- Frank Renzulli: Sal Lanano
- Mickey O'Keefe: önmaga. O'Keefe egy rendőr a massachusettsi Lowellből.[4]
- Jenna Lamia: Sherri "The The Baby" Ward
- Bianca Hunter: Cathy "Pork" Eklund
- Erica McDermott: Cindy "Tar" Eklund (1961-2012)[5]
- Sugar Ray Leonard: önmaga
- Kate O'Brien: Phyllis Eklund[6][7]

## Fogadtatás
A Rotten Tomatoes oldalán 90%-ot ért el 252 kritika alapján, és 7.80 pontot szerzett a tízből. A Metacritic honlapján 79 pontot szerzett a százból, 41 kritika alapján.
A Sports Illustrated az évtized legjobb sportfilmjének nevezte, és a Dühöngő bikához hasonlította. A TIME kritikusa, Richard Corliss Christian Bale alakítását 2010 10 legjobb filmes alakítása közé sorolta.